# Serhiy Rebrov
Serhiy Rebrov est un footballeur international ukrainien, né le 3 juin 1974 à Horlivka.
Cet attaquant se fait connaître du monde du football en formant à la fin des années 1990 avec Andriy Chevtchenko le duo d'attaque du Dynamo Kiev. À la suite de sa retraite sportive, en 2009, il rejoint le staff du club de Kiev pour se former au métier d'entraîneur. Il devient l'entraîneur principal lors de la saison 2014-2015 et entraîne le club jusqu'en 2017. Il rejoint ensuite le club d'Al-Ahli SC et il a travaillé là-bas jusqu'en 2023. Il est sélectionneur de l'équipe d'Ukraine de football depuis juin 2023.

## Biographie

### Carrière de joueur

#### Débuts au Chakhtar Donetsk
Rebrov est recruté par le Chakhtar Donetsk à 16 ans. Il débute au début de la saison 1991, au cours de laquelle il marque 2 buts en 7 matchs de championnat. Lors de sa deuxième saison, il marque 10 buts en 19 matchs dans le tout nouveau championnat d'Ukraine, il devient même le 3e buteur du championnat, à seulement 18 ans.

#### Ses années au Dynamo Kiev
Il attire les vues des recruteurs Dynamo Kiev et y signe en août 1992. Il marque de nombreux buts importants pour son club, particulièrement en 1997-98 et en 1998-99 lors des performances du Dinamo en Ligue des champions, où il forme avec Andriy Chevtchenko un duo d'attaque redouté. Les supporters ukrainiens se souviennent particulièrement du match contre le FC Barcelone et la victoire 3-0 du Dinamo lors de la Ligue des Champions 1997-1998.
En 1999, Kiev réalise de belles performances, notamment contre le Real Madrid. (victoire 2-0) et atteint les demi-finales de la Ligue des Champions (défaite contre le Bayern Munich).

#### Ses années d'exil
En juin 2000, il est transféré à Tottenham contre la somme de 14,5 millions d'euros. Quelques mois plus tard, en mars 2001, l'entraîneur George Graham est licencié et remplacé par Glenn Hoddle, avec lequel il entre en conflit. Il est prêté au club turc de Fenerbahçe, avec lequel il est champion de Turquie en 2004, avant de signer pour un an dans le club anglais de West Ham United.

#### Retour au pays
En 2005, il revient au Dynamo Kiev gratuitement après avoir refusé de prolonger son contrat avec West Ham United. Lors de la saison 2005-2006, il est meilleur buteur du club ukrainien avec 13 buts. En juillet 2007, il en devient capitaine, mais il joue moins et n'est titulaire qu'à 7 reprises sur 18 matchs jusqu'à la trêve hivernale. Ses performances ne sont plus ce qu'elles étaient et il est très critiqué dans la presse ukrainienne.
Après la rumeur d'un transfert au Arsenal Kiev lors du mercato d'hiver, il s'engage finalement en février 2008 pour le Roubine Kazan, en Russie, avec lequel il signe un contrat de deux ans et demi. En juillet 2009, il décide de raccrocher les crampons. Il devient alors entraîneur des jeunes du Dynamo Kiev.

#### Controverse
Le 10 septembre 2008, les tabloïds anglais rapportent des propos racistes de Rebrov destinés au nouveau joueur de Tottenham Roman Pavlioutchenko, ce qui déclenche une certaine polémique.

### En équipe nationale
Serhiy Rebrov participe à la Coupe du monde 2006 en Allemagne dans laquelle il inscrit le second but ukrainien face à l'Arabie saoudite lors du deuxième match de poules.

### Carrière d'entraineur
Après sa dernière saison en tant que joueur en 2009-2010, Rebrov commence sa reconversion et intègre le staff du Dynamo Kyiv. Il y fera ses gammes en tant qu'entraineur adjoint avant de devenir l'entraineur principal en 2014. Au total, l'ancien attaquant ukrainien a disputé plus de 130 matchs à la tête du club de la capitale ukrainienne. Par la suite, il a rejoint le club d'Al-Ahli en Arabie saoudite pour une saison, avant de rejoindre la Hongrie et le club de Ferencvaros.
Serguei Rebrov a coaché le club de Budapest pendant 3 saisons durant lesquelles il gagnera trois titres de champion de Hongrie. Après cette expérience, il retourne dans les pays du Golfe et signe à Al-Aïn.
En juin 2023, Rebrov remplace Ruslan Rotan qui est remercié par la fédération ukrainienne de football.

## Statistiques
| Saison                | Club                  | Championnat           | Championnat | Championnat | Coupe(s) nationale(s) | Coupe(s) nationale(s) | Compétition(s) continentale(s) | Compétition(s) continentale(s) | Compétition(s) continentale(s) | Total | Total |
| Saison                | Club                  | Division              | M.          | B.          | M.                    | B.                    | Comp.                          | M.                             | B.                             | M.    | B.    |
| 1991                  | Chakhtar Donetsk      | D1                    | 7           | 2           | 3                     | 1                     | -                              | -                              | -                              | 10    | 3     |
| 1992                  | Chakhtar Donetsk      | D1                    | 19          | 10          | 6                     | 1                     | -                              | -                              | -                              | 25    | 11    |
| Sous-total            | Sous-total            | Sous-total            | 26          | 12          | 9                     | 2                     | -                              | -                              | -                              | 35    | 14    |
| 1992-1993             | Dynamo Kiev           | D1                    | 23          | 5           | 6                     | 2                     | C3                             | 2                              | 0                              | 31    | 7     |
| 1993-1994             | Dynamo Kiev           | D1                    | 10          | 2           | 1                     | 0                     | C1                             | 2                              | 1                              | 13    | 3     |
| 1994-1995             | Dynamo Kiev           | D1                    | 24          | 8           | 6                     | 1                     | C1                             | 7                              | 1                              | 37    | 10    |
| 1995-1996             | Dynamo Kiev           | D1                    | 31          | 9           | 5                     | 1                     | C1                             | 3                              | 0                              | 39    | 10    |
| 1996-1997             | Dynamo Kiev           | D1                    | 30          | 20          | 1                     | 0                     | C1+C3                          | 2+2                            | 0                              | 35    | 20    |
| 1997-1998             | Dynamo Kiev           | D1                    | 29          | 22          | 7                     | 7                     | C1                             | 12                             | 8                              | 48    | 37    |
| 1998-1999             | Dynamo Kiev           | D1                    | 22          | 9           | 5                     | 5                     | C1                             | 14                             | 8                              | 41    | 22    |
| 1999-2000             | Dynamo Kiev           | D1                    | 20          | 18          | 4                     | 2                     | C1                             | 16                             | 10                             | 40    | 30    |
| Sous-total            | Sous-total            | Sous-total            | 189         | 93          | 35                    | 18                    | -                              | 60                             | 28                             | 284   | 139   |
| 2000-2001             | Tottenham Hotspur     | D1                    | 29          | 9           | 7                     | 3                     | -                              | -                              | -                              | 36    | 12    |
| 2001-2002             | Tottenham Hotspur     | D1                    | 30          | 1           | 9                     | 3                     | -                              | -                              | -                              | 39    | 4     |
| Sous-total            | Sous-total            | Sous-total            | 59          | 10          | 16                    | 6                     | -                              | -                              | -                              | 75    | 16    |
| 2002-2003             | Fenerbahçe SK (prêt)  | D1                    | 13          | 2           | -                     | -                     | -                              | -                              | -                              | 13    | 2     |
| 2003-2004             | Fenerbahçe SK (prêt)  | D1                    | 25          | 2           | 3                     | 1                     | -                              | -                              | -                              | 28    | 3     |
| Sous-total            | Sous-total            | Sous-total            | 38          | 4           | 3                     | 1                     | -                              | -                              | -                              | 41    | 5     |
| 2004-2005             | West Ham United       | D2                    | 26          | 1           | 6                     | 1                     | -                              | -                              | -                              | 32    | 2     |
| Sous-total            | Sous-total            | Sous-total            | 26          | 1           | 6                     | 1                     | -                              | -                              | -                              | 32    | 2     |
| 2005-2006             | Dynamo Kiev           | D1                    | 27          | 13          | 6                     | 1                     | C1                             | 1                              | 0                              | 34    | 14    |
| 2006-2007             | Dynamo Kiev           | D1                    | 16          | 6           | 3                     | 0                     | C1                             | 7                              | 2                              | 26    | 8     |
| 2007-2008             | Dynamo Kiev           | D1                    | 9           | 1           | 2                     | 0                     | C1                             | 5                              | 1                              | 16    | 2     |
| Sous-total            | Sous-total            | Sous-total            | 52          | 20          | 11                    | 1                     | -                              | 13                             | 3                              | 76    | 24    |
| 2008                  | Rubin Kazan           | D1                    | 24          | 5           | -                     | -                     | -                              | -                              | -                              | 24    | 5     |
| 2009                  | Rubin Kazan           | D1                    | 7           | 0           | 2                     | 0                     | -                              | -                              | -                              | 9     | 0     |
| Sous-total            | Sous-total            | Sous-total            | 31          | 5           | 2                     | 0                     | -                              | -                              | -                              | 33    | 5     |
| Total sur la carrière | Total sur la carrière | Total sur la carrière | 421         | 145         | 82                    | 29                    | -                              | 73                             | 31                             | 576   | 205   |

## Palmarès

### En tant que joueur
Dynamo Kiev
- Champion d'Ukraine en 1993, 1994, 1995, 1996, 1997, 1998, 1999, 2000 et 2007
- Vainqueur de la Coupe d'Ukraine en 1998, 1999, 2000, 2006 et 2007
- Vainqueur de la Supercoupe d'Ukraine en 2006

 Fenerbahçe SK
- Champion de Turquie en 2004

 Rubin Kazan
- Champion de Russie en 2008

### Distinctions personnelles
Dynamo Kiev
- Meilleur joueur ukrainien en 1996 et 1998

### En tant qu'entraîneur
Dynamo Kiev
- Champion d'Ukraine en 2015 et 2016.
- Vainqueur de la Coupe d'Ukraine en 2015.

 Ferencváros TC
- Champion de Hongrie en 2019, 2020 et 2021.